# Abkhazia
Abkhazia (tiếng Abkhaz: Аҧсны́ Apsny, IPA /apʰsˈnɨ/; tiếng Gruzia: აფხაზეთი Apkhazeti; tiếng Nga: Абхазия Abkhaziya; tiếng Việt: Áp-kha-di-a) là một lãnh thổ tranh chấp ở phía đông biển Đen và sườn tây-nam của dãy Kavkaz.
Abkhazia tự xem mình là một quốc gia độc lập, gọi tên nước là Cộng hòa Abkhazia hay Apsny. Nga, Nicaragua, Syria, Venezuela, Nauru đã công nhận nền độc lập của Abkhazia, Abkhazia cũng được công nhận độc lập bởi các nước được công nhận không đầy đủ là Nam Ossetia, Transnistria và lãnh thổ không được công nhận Nagorno-Karabakh. Ngoài các nước này ra không có bất kỳ nước nào khác trong tổng số 193 thành viên Liên Hợp Quốc công nhận quốc gia này.
Chính phủ Gruzia và phần lớn chính phủ các quốc gia trên thế giới xem Abkhazia là một bộ phận lãnh thổ của Gruzia. Chính phủ Gruzia chính thức coi lãnh thổ này là một cộng hòa tự trị gọi là Cộng hòa tự trị Abkhazia, với chính quyền lưu vong tại Tbilisi. Ngày 28 tháng 8 năm 2008, Nghị viện Gruzia đã thông qua một nghị quyết tuyên bố Abkhazia là một "lãnh thổ bị Nga chiếm đóng".

## Tên gọi
Người Abkhazia gọi lãnh thổ của họ là Аҧсны (Apsny), nghĩa là "vùng đất của những người Aps" (-ny là một hậu tố). Tên tiếng Nga Абхазия (Abkhazia) bắt nguồn từ tên tiếng Gruzia აფხაზეთი (Apkhazeti). Trong tiếng Mingrelia, Abkhazia được gọi là აბჟუა (Abzhua) hoặc სააფხაზო (saapkhazo).

## Lịch sử

### Lịch sử ban đầu
Giữa thế kỷ 9 và 6 TCN, lãnh thổ mà nay là Abkhazia là một phần của vương quốc Colchis ("Kolkha") của người Gruzia cổ đại kingdom of Colchis. Vương quốc này sau đó bị sáp nhập vào Vương quốc Egrisi năm 63 TCN, vương quốc được các tác giả Byzantine gọi là "Lazica" và được người Ba Tư gọi là "Lazistan", đặt theo tên của bộ tộc Laz.
Từ năm 1000 đến 550 TCN, người Hy Lạp đã thành lập nên các thuộc địa thương mại dọc theo bờ biển của biển Đen, đặc biệt là ở Pitiunt và Dioscurias, mà nay trở thành thủ đô của Abkhazia. Người Hy Lạp đã phải chạm trán với các bộ tộc hiếu chiến bản địa mà họ gọi là Heniochi. Các tác giả cổ đại mô tả các sắc dân khác nhau sống trong khu vực với vô số các ngôn ngữ mà họ nói. Arrian, Pliny và Strabo đã có các ghi chép về người Abasgoi (thường được coi là tổ tiên của người Abkhazia ngày nay) và người Moschoi (thường được coi là tổ tiên của người Meskhetia ngày nay) ở đâu đó tại Abkhazia ngày nay ven bờ đông của biển Đen.
Đế quốc La Mã đã chinh phục Egrisi vào thế kỷ 1 và cai quản lãnh thổ này cho đến thế kỷ thứ 4, sau đó lãnh thổ được một mức độ độc lập nhất định, song vẫn nằm dưới phạm vi ảnh hưởng của Đế quốc Byzantine. Mặc dù thời điểm chính xác của sự kiện dân cư Abkhazia cải sang Ki-tô giáo chưa được xác định rõ, song Tổng giám mục Pitius đã tham gia Hội đồng Giáo hội đầu tiên vào năm 325 tại Nicaea.
Đến cuối thập niên 690, lãnh thổ Abkhazia trở thành một công quốc dưới quyền đế chế Byzantine. Anacopia là thủ đô của công quốc. Quốc gia này có hầu hết cư dân là người Ki-tô giáo và trụ sở của Tổng giám mục là Pityus. Một cuộc xâm nhập của người Ả Rập vào Abkhazia đã bị Leon I cùng với các đồng minh người Egrisi và Kartli đẩy lui vào năm 736.
Sau khi thu được Egrisi thông qua một liên minh triều đại vào thập niên 780 Abkhazia đã trở thành thế lực thống trị trong khu vực và Vương quốc Abkhazia, cũng gọi là Vương quốc Egrisi hay Vương quốc của người Abkhaz, đã được thành lập. Trong thời gian này, tiếng Gruzia đã thay thế tiếng Hy Lạp trở thành ngôn ngữ văn học và văn hóa. Vương quốc đã phát triển rực rỡ từ năm 850 đến 950 cho đến khi nó sáp nhập những phần quan trọng thuộc miền Đông Gruzia, bao gồm cả Tbilisi. Sau đó là một giai đoạn bất ổn kéo dài, kết thúc với việc Abkhazia và các nhà nước ở miền Đông Gruzia được thống nhất dưới một nền quân chủ Gruzia, do Vua Bagrat III trị vì (ông được an táng tại Ti viện Bedia thuộc huyện Tkvarcheli của Abkhazia) và cuối thế kỷ 10 và đầu thế kỷ 11.
Đến thế kỷ 16, sau khi Vương quốc Gruzia tan rã, một Công quốc Abkhazia tự trị đã nổi lên, do triều đại Shervashidze cai trị (cũng được gọi là Sharvashidze, hay Chachba). Từ thập niên 1570, khi Hải quân Ottoman chiếm giữ pháo đài Tskhumi, Abkhazia nằm dưới ảnh hưởng của đế quốc Ottoman và Hồi giáo. Dưới sự cai trị của Ottoman, phần lớn cư dân Abkhazia đã cải sang Hồi giáo. Công quốc giữ lại quyền tự chủ có giới hạn bên trong đế chế Ottoman, và sau đó là bên trong đế quốc Nga, song cuối cùng đã bị sáp nhập và đế quốc Nga năm 1864.

### Abkhazia bên trong Đế quốc Nga và Liên Xô

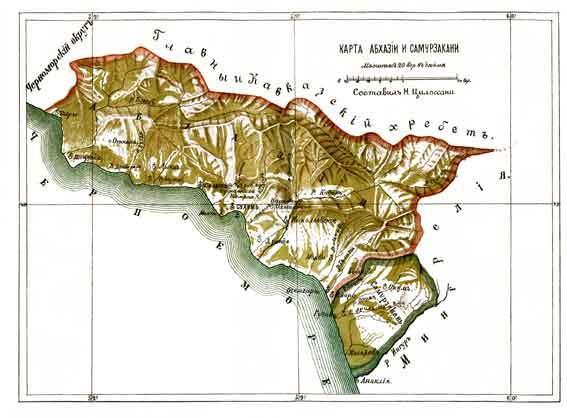
Abkhazia năm 1899

Vào đầu thế kỷ 19, người Nga và người Ottoman ganh đua để nắm quyền kiểm soát khu vực Kavkaz. Những người cai trị Abkhazia đầu tiên đã cố gắng lập quan hệ với Nga là Keilash Bey vào năm 1803, một thời gian ngắn sau khi miền Đông Gruzia bị sáp nhập vào nước Nga Sa hoàng (1801). Tuy nhiên, xu hướng ủng hộ Ottoman vẫn chiếm ưu thế trong một thời gian ngắn sau khi ông bị con trai-Aslan-Bey ám sát vào ngày 2 tháng 5 năm 1808. Ngày 2 tháng 7 năm 1810, lính thủy đánh bộ Nga đã xông vào Suhum-Kale và thay thế Aslan-Bey bằng người em trai đối địch-Sefer-Bey (1810–1821), người đã cải sang Ki-tô giáo. Abkhazia gia nhập vào đế quốc Nga với vị thế một công quốc tự trị. Tuy nhiên, George và những người kế vị ông ta chỉ có thể cai quản các khu phố tại Suhum-Kale và khu vực Bzyb. Chiến tranh Nga-Thổ Nhĩ Kỳ tiếp theo đã nâng cao vị thế của Nga, khiến cho tầng lớp ưu tú Abkhaz thêm chia rẽ, chủ yếu là chia rẽ tôn giáo.
Sau đó, sự hiện diện của người Nga được củng cố và những người sống trên cao nguyên phía tây Kavkaz cuối cùng đã khuất phục Nga vào năm 1864. Quyền tự trị của Abkhazia, có chức năng như một "vùng đệm" ủng hộ Nga trong một khu vực phức tạp, đã không còn cần thiết đối với triều đình Nga hoàng và triều đại Shervashidze đã đi đến hồi kết; vào tháng 11 năm 1864, Công tước Michael bị buộc phải từ bỏ quyền lực của mình và đến sống tại Voronezh. Abkhazia được hợp nhất vào đế quốc Nga với vị thế là tỉnh quân sự đặc biệt Suhum-Kalem, năm 1883, trở thành một okrug thuộc Kutais Guberniya. Một số lượng lớn người Hồi giáo Abkhazia, cấu thành tới 40% dân cư, đã di cư đến đế quốc Ottoman từ năm 1864 đến 1878 cùng với những người Hồi giáo khác tại vùng Kavkaz.
Nhiều khu vực rộng lớn bỗng trở nên hoang vắng và người Armenia, người Gruzia, người Nga và các sắc dân khác sau đó đã di cư đến Abkhazia, tái định cư tại phần lớn các lãnh thổ bỏ trống.

Bàn đồ đơn vị hành chính vùng Kavkaz Liên Xô 1957–1991 thể hiện Cộng hòa Xã hội chủ nghĩa Xô viết tự trị Abkhazia (Abkhazskaya ASSR trong tiếng Nga) trong thành phần Cộng hòa Xã hội chủ nghĩa Xô viết Gruzia

Cách mạng Nga năm 1917 đã dẫn đến việc hình thành nên một nước Gruzia độc lập (bao gồm Abkhazia) vào năm 1918. Chính quyền Menshevik Gruzia đã gặp phải nhiều vấn đề tại khu vực trong suốt thời gian tồn tại của nó bất chấp việc khu vực đã được trao quyền tự trị có giới hạn. Năm 1921, Hồng quân Bolshevik đã xâm lược Gruzia và kết thúc sự độc lập ngắn ngủi này. Abkhazia trở thành Cộng hòa Xã hội Chủ nghĩa Xô viết Abkhazia với tình trạng mơ hồ cộng hòa hiệp ước liên kết với Cộng hòa Xã hội Chủ nghĩa Xô viết Gruzia. Năm 1931, Joseph Stalin đã biến Abkhazia trở thành một cộng hòa tự trị (Cộng hòa Xã hội Chủ nghĩa Xô viết tự trị Abkhaz trong thành phần Cộng hòa Xã hội Chủ nghĩa Xô viết Gruzia. Mặc dù có quyền tự trị trên danh nghĩa, nước cộng hòa này phải chịu sự cai quản trực tiếp một cách chặt chẽ từ chính quyền Trung ương Liên Xô. Trong thời gian lãnh đạo của Stalin và Beria, các trường học tiếng Abkhaz đã bị đóng cửa, trẻ em Abkhaz được yêu cầu phải học tiếng Gruzia. Một lượng lớn người Nga đã di cư đến Abkhazia. Sau đó, trong thập niên 1950 và 1960, Vazgen I và nhà thờ Armenia đã khuyến khích và hỗ trợ cho những người Armenia di cư đến Abkhazia. Hiện nay, người Armenia là nhóm thiểu số đông thứ hai tại Abkhazia (gần bằng người Gruzia), mặc dù số lượng đã giảm đáng kể từ 77.000 theo điều tra năm 1989 xuống 45.000 theo điều tra năm 2003.
Sự đàn áp người Abkhaz kết thúc sau cái chết của Stalin và Beria bị xử tử, người Abkhaz có được vai trò lớn hơn trong việc quản lý nước cộng hòa. Như hầu hết các cộng hòa tự trị, chính phủ Xô viết khuyến khích phát triển văn hóa, đặc biệt là văn học.

### Hậu Xô viết
Khi Liên Xô bắt đầu tan rã vào cuối những năm 1980, căng thẳng sắc tộc gia tăng giữa Abkhaz và Gruzia vì những động thái của Georgia hướng tới quá trình độc lập khỏi Liên Xô. Theo đó, nhiều người Abkhaz đã tích cực phản đối những động thái của Gruzia, họ lo sợ sự độc lập của Gruzia có thể dẫn đến việc xóa bỏ quyền tự trị của Abkhazia, thay vào đó họ đồng ý cho ý tưởng thiết lập Abkhazia là một nước cộng hòa Xô viết riêng biệt với quyền lãnh đạo riêng biệt. Tháng sáu năm 1988, một bài tuyên ngôn về việc bảo vệ sự đặc thù của người Abkhaz (được gọi là lá thư Abkhaz) đã được gửi đến lãnh đạo Liên Xô Mikhail Gorbachev.
Xung đột giữa Gruzia-Abkhaz đã trở thành cuộc xung đột bạo lực nghiêm trọng vào ngày 16 tháng 7 năm 1989 tại Sukhumi. Mười sáu người Georgia được cho là đã bị giết và 137 người khác bị thương khi thời điểm những người trên đang cố gắng đăng kí vào một trường đại học của Georgia thay vì một trường đại học của Abkhaz. Sau vài ngày xung đột bạo lực, quân đội Liên Xô đã tiến hành can thiệp và khôi phục lại trật tự ở khu vực và đổ lỗi cho các lực lượng dân tộc cực đoan đã kích động bạo loạn.
Vào tháng 3 năm 1990, Georgia tuyên bố chủ quyền, đơn phương vô hiệu hóa các hiệp định được chính phủ Liên Xô ban hành từ năm 1921 và do đó càng tiến gần hơn đến độc lập. Ngày 17 tháng 3 năm 1991, Cộng hòa Gruzia đã tẩy chay cuộc trưng cầu dân ý toàn Liên bang về việc đổi mới Liên Xô được Gorbachev khởi xướng. Tuy nhiên, hơn 52% (tức 52,3%) dân số của Abkhazia (gần như chiếm toàn số dân không thuộc dân tộc Georgian) đã tham gia trưng cầu dân ý và được đại đa số phiếu bầu (98,6%) tán thành giữ lại Liên Xô. Và những người này sau đó cũng đã tiến hành tẩy chay cuộc trưng cầu dân ý ngày 31 tháng 3 về vấn đề độc lập của Gruzia, vốn được ủng hộ bởi phần lớn dân tộc Georgia. Chỉ trong vòng vài tuần sau, Gruzia tuyên bố Độc lập vào ngày 9 tháng 4 năm 1991 dưới sự dẫn dắt của cựu lãnh đạo phe chống đối Xô Viết, Zviad Gamsakhurdia. Dưới thời Gamsakhurdia, tình hình tương đối ổn định ở Abkhazia và một thỏa thuận về việc chia sẻ quyền lực đã sớm đạt được giữa phe Abkhaz và Gruzia, trao cho Abkhaz quyền cử một đại diện nhất định trong cơ quan lập pháp địa phương.
Tuy vậy, chính quyền của tổng thống Gamsakhurdia đã sớm bị thách thức bởi các nhóm vũ trang đối lập dưới sự chỉ huy của Tengiz Kitovani, dẫn đến cuộc đảo chính quân sự vào tháng 1 năm 1992, buộc ông phải rời bỏ đất nước. Sau đó, cựu bộ trưởng ngoại giao Xô Viết và là " vị kiến trúc sư tạo nên sự sụp đổ của Liên Xô" - Eduard Shevardnadze được đưa lên làm "lãnh đạo quốc gia", trong một chính phủ vốn đã bị chi phối bởi những người theo chủ nghĩa dân tộc Gruzia cứng rắn và bảo thủ.

## Địa lý và khí hậu

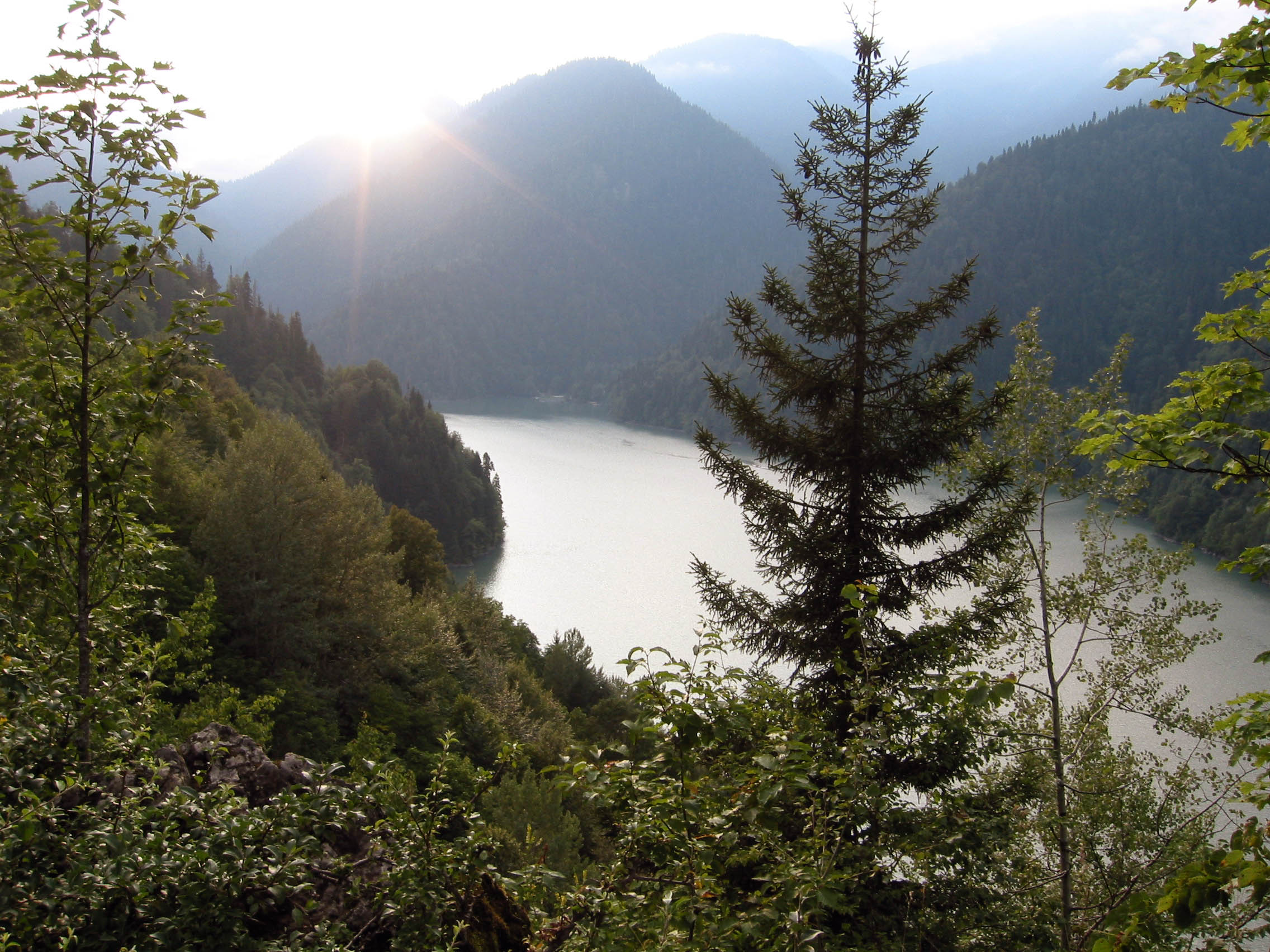
Hồ Ritsa

Abkhazia có diện tích khoảng 8.600 km2 (3.320 dặm vuông Anh) ở cực tây của Georgia. Dãy núi Kavkaz ở phía bắc và đông bắc chia tách Abkhazia với Liên bang Nga (giáp với nước cộng hòa tự trị Karachay-Cherkessia). Ở phía đông và đông nam, Abkhazia giáp với vùng Samegrelo-Zemo Svaneti của Gruzia; và giáp với biển Đen ở phía tây và tây nam.
Abkhazia có địa hình rất đồi núi. Dãy Đại Kavkaz chạy dọc theo biên giới phía bắc, với các mũi núi – Gagra, dãy Bzyb và dãy Kodori – chia cắt khu vực thành một số thung lũng sâu và có nhiều sông hồ. Các đỉnh cao nhất tại Abkhazia nằm ở phía đông bắc và phía đông, một số vượt quá 4.000 mét (13.123 ft) trên mực nước biển. Abkhazia có các khu rừng ven biển đến các nông trại trồng cam quýt, tuyết vĩnh cửu và sông bông ở phía bắc. Mặc dù có địa hình phức tạp không thích hợp cho con người phát triển, song những mảnh đất màu mỡ được dùng để trống chè, thuốc lá, hoa quả là một trụ cột của ngành nông nghiệp địa phương.

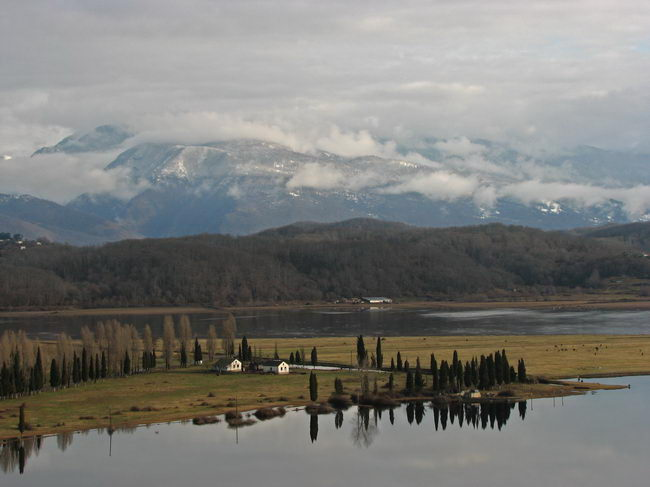
Quang cảnh nhìn từ đỉnh Pitsunda.

Abkhazia có nhiều sông nhỏ bắt nguồn từ dãy núi Kavkaz. Các sông chính là: Kodori, Bzyb, Ghalidzga, và Gumista. Sông Psou chia trách khu vực với Nga, và Inguri là ranh giới giữa Abkhazia và phần còn lại của Gruzia. Có một số hồ cận băng hà và miệng núi lửa trên các ngọn núi của Abkhazia. Hồ Ritsa là hồ quan trọng nhất trong số chúng.
Hang động sâu nhất được biết đến trên thế giới, hang Krubera (Voronja), nằm tại phần phía tây dãy núi Kavkaz của Abkhazia. Cuộc khảo sát vào tháng 9 năm 2006 đã đo được chiều cao thẳng đứng của hệ thống hang động là 2.158 mét (7.080 ft) giữa điểm cao nhất và điểm thấp nhất được khám phá.
Do Abkhazia nằm gần biển Đen và có dãy núi Kavkaz che chắn, khí hậu tại đây rất êm dịu. Khu vực ven biển của nước cộng hòa có khí hậu cận nhiệt đới, nhiệt độ trung bình năm ở hầu hết những nơi ven biển là khoảng 15 °C (59 °F). Khí hậu ở những nơi cao hơn thay đổi từ đồi núi hải dương đến lạnh và không có mùa hè. Abkhazia nhận được lương mưa cao, song các vi khí hậu độc đáo của nó (chuyển từ khí hậu cận nhiệt đới đến núi cao) cùng hầu hết các vùng bờ biển có độ ẩm thấp hơn. Lượng mưa hàng năm dao động từ 1.100–1.500 mm (43,3–59,1 in) dọc theo bờ biển đến 1.700–3.500 mm (66,9–137,8 in) tại các khu vực núi cao hơn. Các dãy núi tại Abkhazia nhận được một lượng tuyết đáng kể.
Có hai cửa khẩu để vào Abkhazia. Cửa khẩu phía nam qua cầu Inguri, cách thành phố Zugdidi của Gruzia chỉ một khoảng cách ngắn. Cửa khẩu phía bắc ("Psou") nằm tại thị trấn Gyachrypsh. Để đảm bảo an ninh, nhiều chính phủ nước ngoài khuyến cáo công dân của họ không đi du lịch Abkhazia.

## Hành chính
Cộng hòa Abkhazia được chia thành 7 raion theo tên các thủ phủ: Gagra, Gudauta, Sukhumi, Ochamchira, Gulripsh, Tkvarcheli và Gali. Các quận này có ranh giới giống như dưới thời Liên Xô, ngoại trừ huyện Tkvarcheli được thành lập từ năm 1995 từ các phần của hai huyện Ochamchira và Gali.
Tổng thống của nước cộng hòa bổ nhiệm người đứng đầu các huyện từ những người đắc cử vào hội đồng huyện. Người đứng đầu hội đồng làng do người đứng đầu hội đồng huyện bổ nhiệm.
Theo phân cấp hành chính Abkhazia của Gruzia, không có huyện Tkvarcheli mới được thành lập.

## Kinh tế
Kinh tế Abkhazia có liên hệ chặt chẽ với Nga và sử dụng ruble Nga làm tiền tệ. Abkhazia đã trải qua một thời kỳ kinh tế đi lên ở mức khiêm tốn kể từ sau Chiến tranh Nam Ossetia 2008 và sau đó là việc Nga công nhận độc lập của Abkhazia. Khoảng một nửa ngân sách nhà nước của Abkhazia do Nga viện trợ.
Du lịch là một ngành công nghiệp quan trọng và theo nhà cầm quyền Abkhazia, gần một triệu du khách (chủ yếu từ Nga) đã đến Abkhazia vào năm 2007. Abkhazia cũng có được một số vùng đất màu mỡ để sản xuất các nông sản như chè, thuốc lá, các loại hoa quả (đặc biệt là quýt và phỉ). Cung cấp điện chủ yếu đến từ nhà máy thủy điện Inguri nằm trên sông Inguri giữa Abkhazia và phần còn lại của Gruzia do cả hai bên điều hành.
Trong nửa đầu năm 2012, các đối tác thương mại chính của Abkhazia là Nga (64%) và Thổ Nhĩ Kỳ (18%). Lệnh trừng phạt kinh tế của SNG đối với Abkhazia vào năm 1996 vẫn còn có hiệu lực, song Nga đã công bố vào ngày 6 tháng 3 năm 2008 rằng nước này sẽ không còn tiếp tục thi hành, tuyên bố lệnh trừng phạt là "lỗi thời, cản trở phát triển kinh tế-xã hội của khu vực, và gây khó khăn phi lý cho người dân Abkhazia". Nga cũng đã kêu gọi các thành viên SNG khác thực hiện các bước tương tự, nhưng gặp phải phản đối từ Tbilisi và thiếu sự ủng hộ của các nước SNG khác.

## Nhân khẩu
Theo điều tra năm 2011, Abkhazia có 240.705 cư dân. Tuy nhiên, con số chính xác về dân số Abkhazia không rõ ràng. Theo cuộc điều tra dân số tiến hành vào năm 2003 thì khu vực có 215.972 người, song nó bị chính quyền Gruzia tranh cãi. Cục Thống kê Gruzia ước tính dân số Abkhazia xấp xỉ 179.000 vào năm 2003, và 178.000 vào năm 2005. Encyclopædia Britannica ước tính dân số Abkhazia vào năm 2007 là 180.000 và Tổ chức Khủng hoảng Quốc tế ước tính tổng dân số Abkhazia và năm 2006 là từ 157.000 đến 190.000 (hoặc giữa 180.000 và 220,000 theo ước tính của UNDP vào năm 1998).
Thành phần dân tộc của Abkhazia đã đóng một vai trò quan trọng trong cuộc xung đột Gruzia-Abkhazia và gây tranh cãi. Tình hình nhân khẩu học của Abkhazia bị ảnh hưởng rất mạnh của Chiến tranh Abkhazia, với một nửa dân số của nước cộng hòa bị trục xuất, so với 525.061 người theo điều tra năm 1989.
Dân cư tại Abkhazia vẫn duy trí được tính đa dạng, thậm chí là cả sau Chiến tranh 1992–1993. Dân cư tại Abkhazia hiện nay chủ yếu là người Abkhaz, người Gruzia (hầu hết là người Mingrelia), người Armenia Hamshemin, và người Nga. Các dân tộc khác bao gồm người Ukraina, người Belarus, người Hy Lạp, người Ossetia, người Tatar, người Thổ Nhĩ Kỳ, và người Di-gan. Trước chiến tranh, người Gruzia chiếm 45,7% dân số Abkhazia, tuy nhiên, năm 1993, hầu hết người Gruzia cùng một số người Nga và người Armenia đã chạy khỏi Abkhazia hoặc bị thanh lọc sắc tộc.
Hàng nghìn người Abkhaz, được gọi là makhadjiri, đã chạy khỏi Abkhazia để đến đế chế Ottoman vào giữa thế kỷ 19 sau khi chống lại cuộc chinh phục Kavkaz của người Nga. Ngày nay, Thổ Nhĩ Kỳ là nơi có cộng đồng người Abkhaz lưu vong lớn nhất trên thế giới. Các ước lượng có sự khác biệt, các lãnh đạo lưu vong cho rằng có một triệu người; Abkhaz ước tính từ 150.000 đến 500.000 người. Người Abkhazia tại Thổ Nhĩ Kỳ hầu như đều theo Hồi giáo Sunni.

### Tôn giáo
| Tôn giáo tại Abkhazia - 2003 | Tôn giáo tại Abkhazia - 2003 | Tôn giáo tại Abkhazia - 2003 | Tôn giáo tại Abkhazia - 2003 | Tôn giáo tại Abkhazia - 2003 |
| ---------------------------- | ---------------------------- | ---------------------------- | ---------------------------- | ---------------------------- |
| Tôn giáo                     | Tôn giáo                     |                              | Tỉ lệ                        | Tỉ lệ                        |
| Ki-tô giáo                   | Ki-tô giáo                   |                              | 60%                          | 60%                          |
| Hồi giáo                     | Hồi giáo                     |                              | 16%                          | 16%                          |
| Tôn giáo dân tộc Abkhaz      | Tôn giáo dân tộc Abkhaz      |                              | 8%                           | 8%                           |
| Các tôn giáo khác            | Các tôn giáo khác            |                              | 2%                           | 2%                           |
| Không tôn giáo hoặc vô thần  | Không tôn giáo hoặc vô thần  |                              | 8%                           | 8%                           |
| Không xác định               | Không xác định               |                              | 6%                           | 6%                           |

Hầu hết cư dân Abkhazia là Ki-tô hữu (Chính Thống giáo Đông phương và Giáo hội Sứ đồ Armenia), Hồi giáo Sunni hoặc không tôn giáo, song chỉ có ít người tham gia đều đặn các hoạt động tôn giáo. Tôn giáo truyền thống Abkhaz đã trải qua một thời kỳ hồi sinh mạnh mẽ trong những thập kỉ gần đây. Chỉ có một số lượng rất nhỏ các tín đồ của Do Thái giáo, Nhân chứng Giê-hô-va và Tân Hưng giáo. Tổ chức Nhân chứng Giê-hô-va đã chính thức bị cấm từ năm 1995, song lệnh này hiện chưa được thi hành.
Theo hiến pháp của cả Abkhazia và Georgia, tín đồ của tất cả các tôn giáo (cũng như không tôn giáo) đều bình đẳng trước pháp luật.
Theo một cuộc khảo sát được tổ chức vào năm 2003, 60% số người được hỏi tự nhận mình là Ki-tô hữu, 16% là người Hồi giáo, 8% là người vô thần hay không tôn giáo, 8% gắn với tôn giáo truyền thống Abkhazia hoặc Ngoại giáo, 2% theo các tôn giáo khác và 6% không xác định.

## Hình ảnh Abkhazia

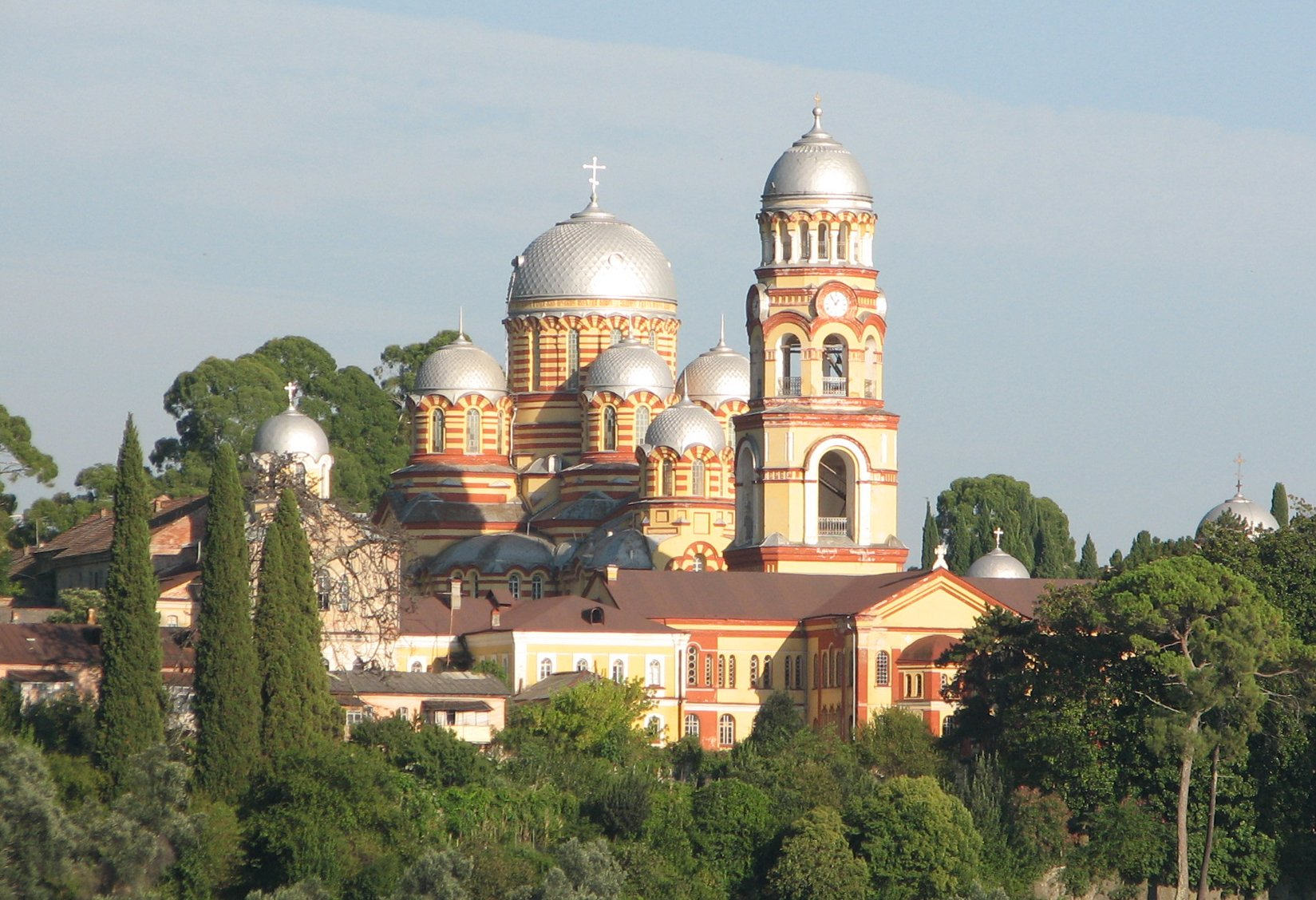
Tu viện Chính Thống giáo Tân Athos (Novyy Afon)
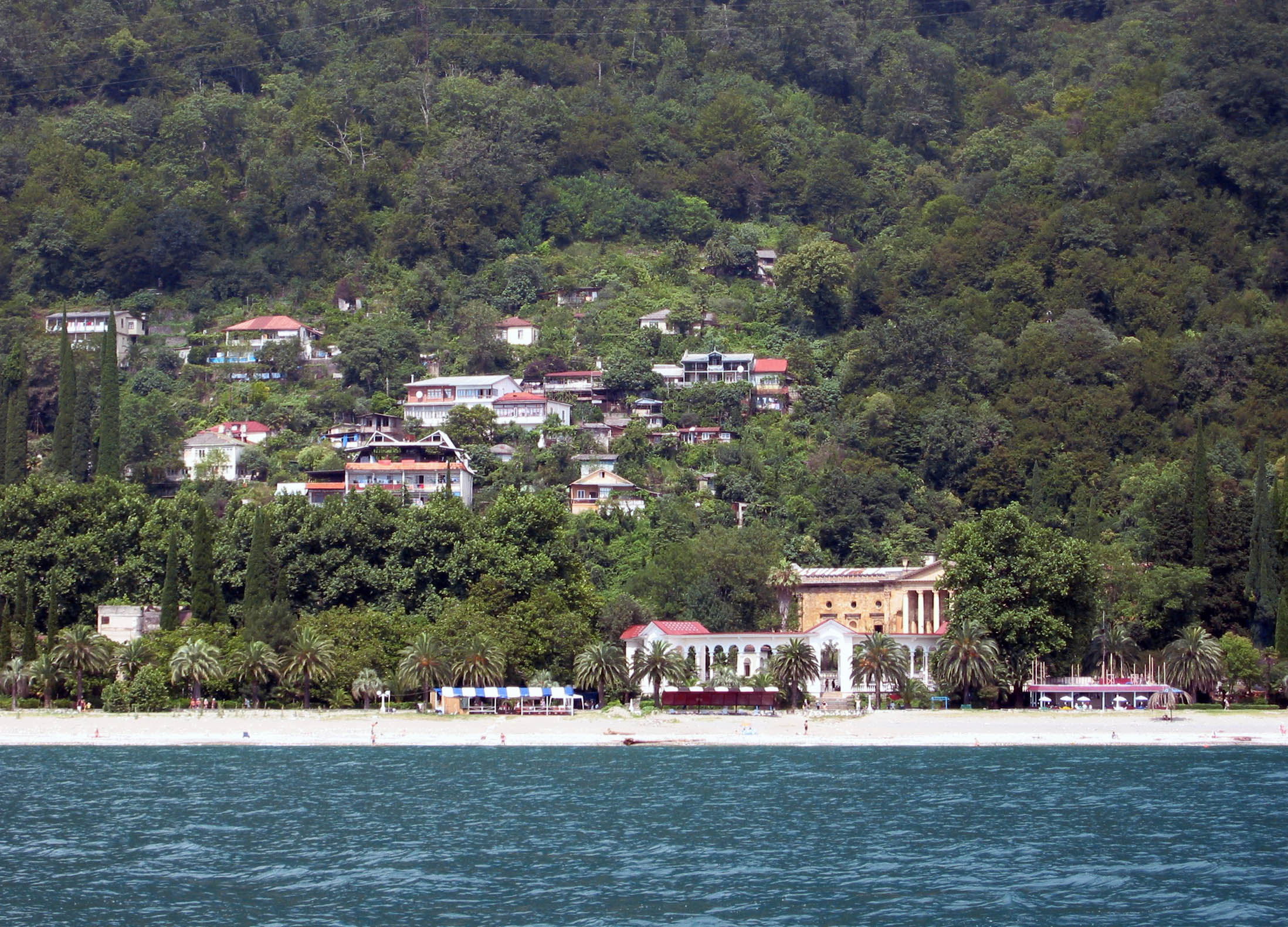
Gagra
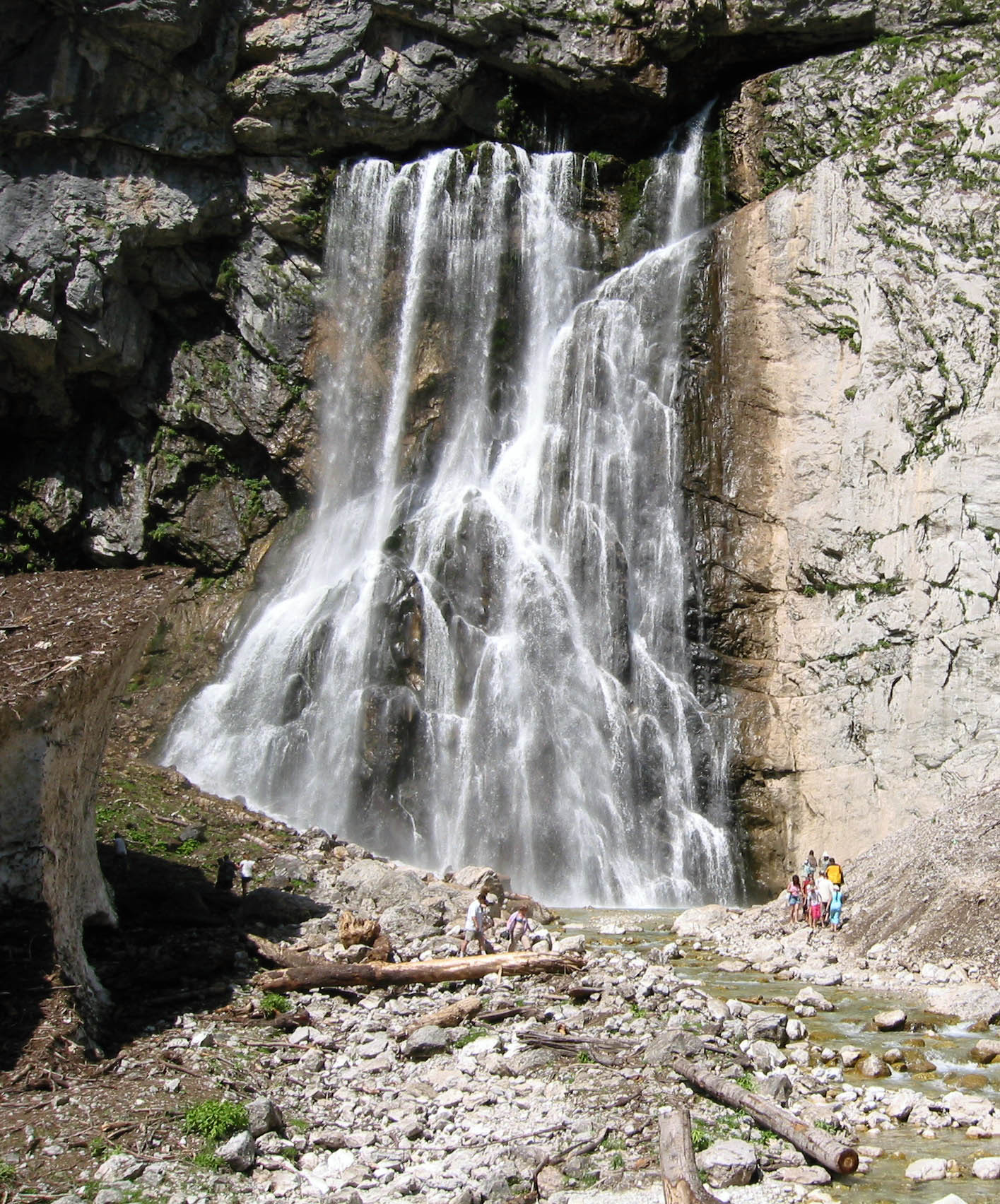
Thác Geg
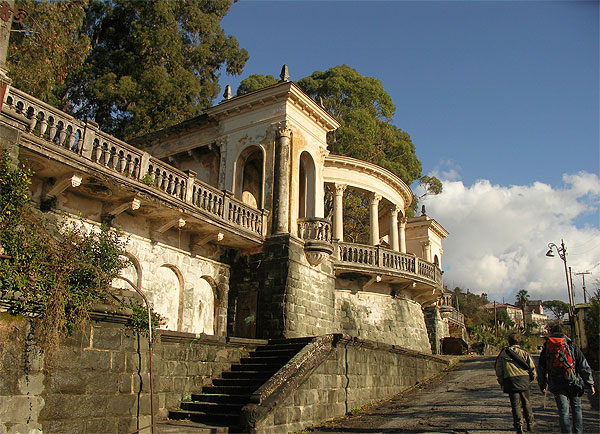
Quang cảnh Sukhumi 1
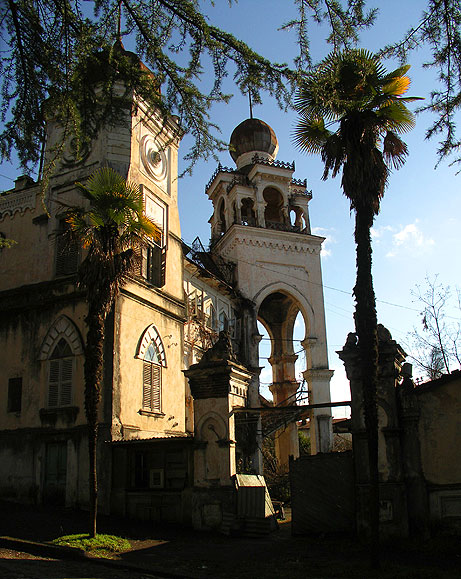
Quang cảnh Sukhumi 2
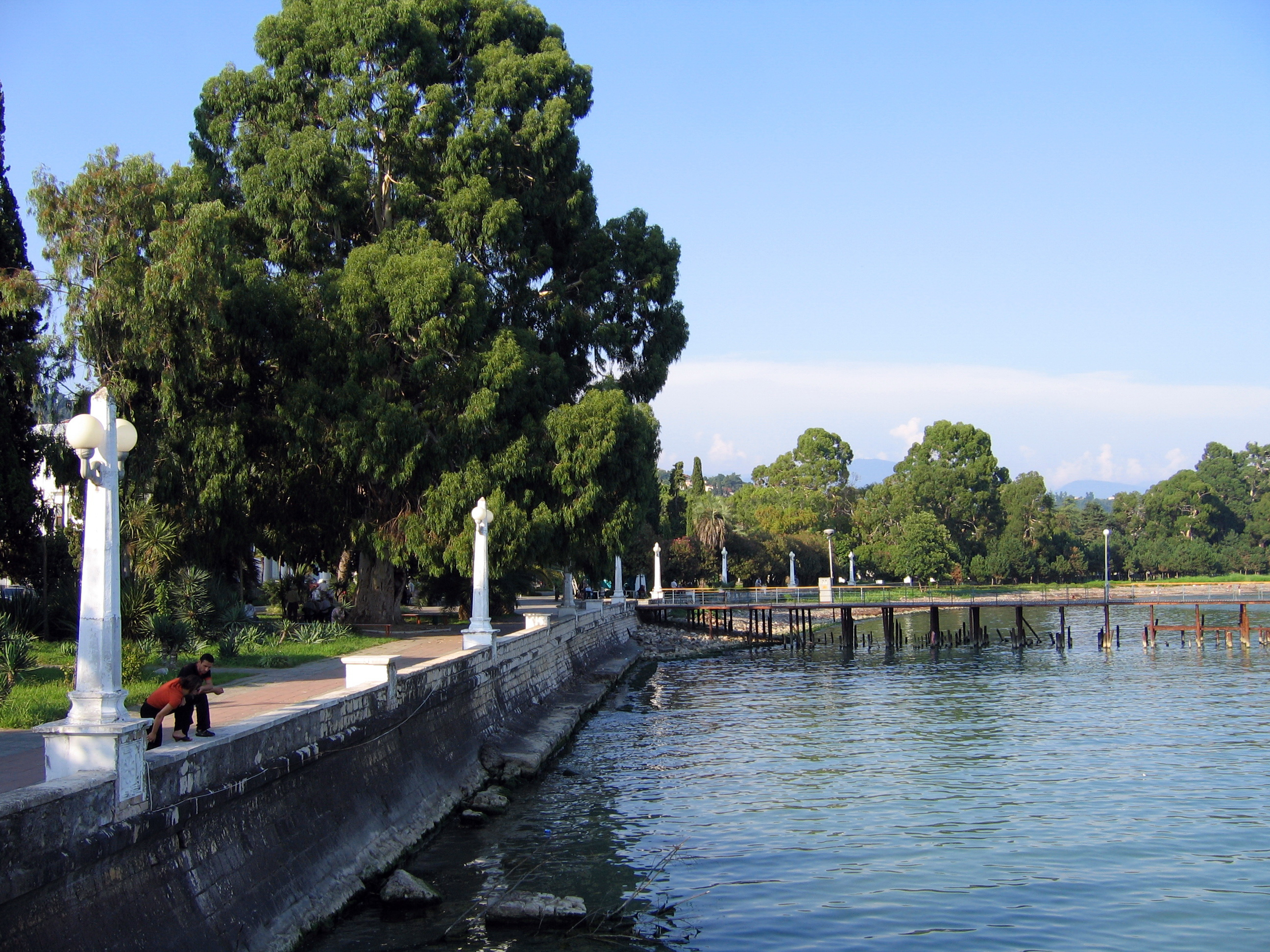
Ke Sukhumi
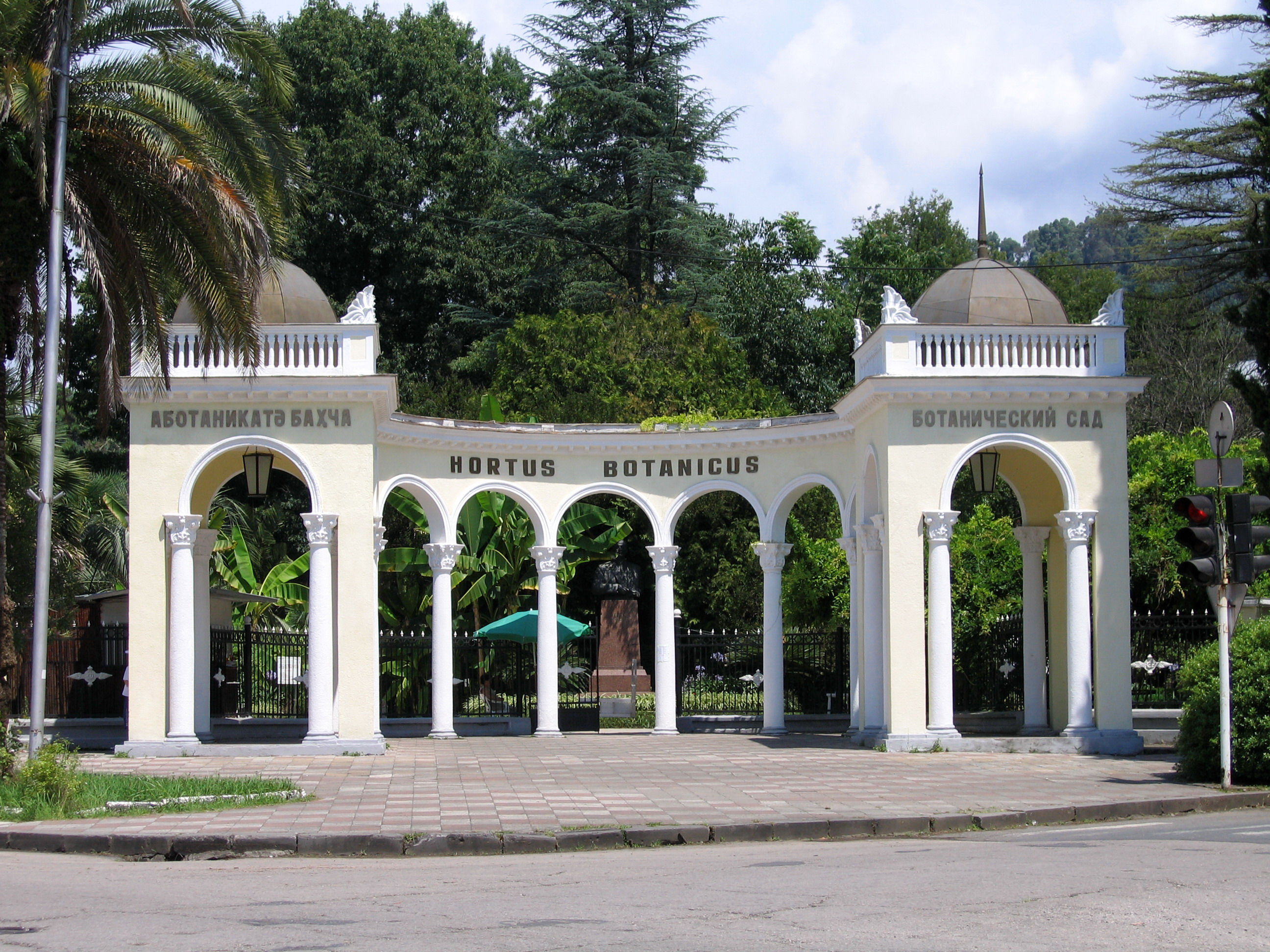
Vườn thực vật Sukhumi